# Nor-Eddine Aouam

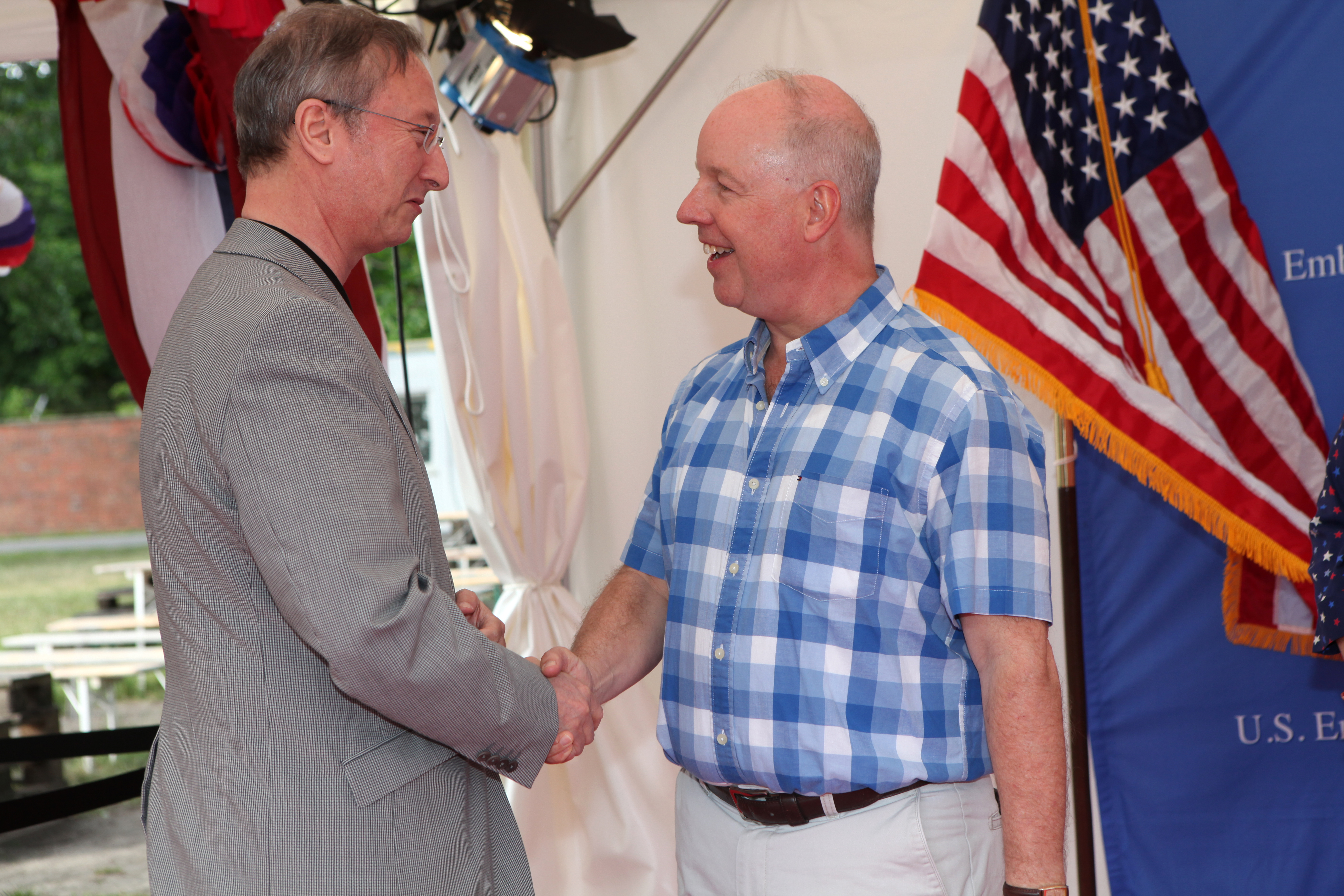
Nor-Eddine Aouam (links), 2017

Nor-Eddine Aouam (arabisch نور الدين عوام, DMG Nūr ad-Dīn ʿAuwām; * 12. Januar 1957) ist ein algerischer Diplomat.

## Leben
1980 erlangte er einen Abschluss an der Nationalen Verwaltungsschule im Bereich Diplomatie. Von 1982 bis 1984 arbeitete er in der Rechtsabteilung des algerischen Außenministeriums, bis er von 1984 bis 1985 die Leitung der Afrika-Abteilung des Ministeriums übernahm. 
Im Jahr 1985 ging er an die algerische Botschaft in Äthiopien in Addis Abeba, bis er 1989 als Berater nach Kairo an die Botschaft in Ägypten wechselte. 1990 kehrte er nach Algerien zurück und arbeitete als stellvertretender Direktor für multilaterale Abkommen in der Rechtsabteilung des Außenministeriums. Diese Funktion hatte er bis 1994 inne und ging dann nach Bonn an die Botschaft in Deutschland. 1999 war er als stellvertretender Direktor in der Abteilung für multilaterale Beziehungen des Außenministeriums eingesetzt. Bereits 2000 wurde er Stabschef des Ministers für Angelegenheiten des Maghrebs und Afrikas. 
Im Jahr 2004 wurde er algerischer Botschafter in Äthiopien und Dschibuti und ständiger Vertreter seines Landes bei der Afrikanischen Union. 2009 wechselte er wieder ins Außenministerium und wurde dort Generaldirektor für Afrika. Von 2012 bis 2014 war er Generaldirektor des Außenministeriums.
Am 27. März 2014 wurde er als Botschafter in Deutschland akkreditiert.

## Persönliches
Nor-Eddine Aouam  spricht Arabisch, Englisch und Französisch.